# دماغه اسکار
دماغه اسکار (روسی: Мыс Оскара) یک دماغه در سرزمین کراسنویارسک کشور روسیه است.